# Moneyball
Moneyball is een Amerikaanse speelfilm uit 2011 geregisseerd door Bennett Miller. De film is gebaseerd op Michael Lewis' non-fictieboek Moneyball: The Art of Winning an Unfair Game (2003).

## Verhaal
Billy Beane (Brad Pitt) is de algemeen directeur van het arme maar toch succesvolle honkbalteam Oakland Athletics ("A's"). Hij is teleurgesteld vanwege de nederlaag tegen de New York Yankees aan het einde van het seizoen 2001 in de play-offs en verliest daarop drie belangrijke spelers. Tijdens een bezoek aan de Cleveland Indians ontmoet hij toevallig Peter Brand (Jonah Hill), een jonge econoom die radicale, vooral op statistiek gebaseerde ideeën heeft over hoe spelers te evalueren. Beane neemt Brand aan en ze gaan, de weerstand van coach Art Howe (Philip Seymour Hoffman) en de scouts negerend, op zoek naar ondergewaardeerde spelers. Met behulp van hun eigen nieuwe statistische benadering van het honkbal weten ze de A's twintig wedstrijden op rij te laten winnen.

## Rolverdeling
| Acteur                 | Personage       | Opmerkingen                                 |
| ---------------------- | --------------- | ------------------------------------------- |
| Brad Pitt              | Billy Beane     | algemeen directeur van de Oakland Athletics |
| Jonah Hill             | Peter Brand     | assistent van Beane                         |
| Philip Seymour Hoffman | Art Howe        | coach van de Oakland Athletics              |
| Chris Pratt            | Scott Hatteberg | eerste honkman van de Oakland Athletics     |
| Casey Bond             | Chad Bradford   | werper van de Oakland Athletics             |
| Stephen Bishop         | David Justice   | verrevelder van de Oakland Athletics        |
| Royce Clayton          | Miguel Tejada   | korte stop van de Oakland Athletics         |
| David Hutchison        | John Mabry      | utility player van de Oakland Athletics     |
| Nick Porrazzo          | Jeremy Giambi   | verrevelder van de Oakland Athletics        |
| Robin Wright           | Sharon          | Beane's ex-vrouw                            |
| Kerris Dorsey          | Casey Beane     | dochter van Billy en Sharon                 |
| Ken Medlock            | Grady Fuson     | hoofd scouting van de Oakland Athletics     |
| Spike Jonze            | Alán            | Sharons huidige echtgenoot                  |